# Sperrstelle Niederurnen-Ziegelbrücke

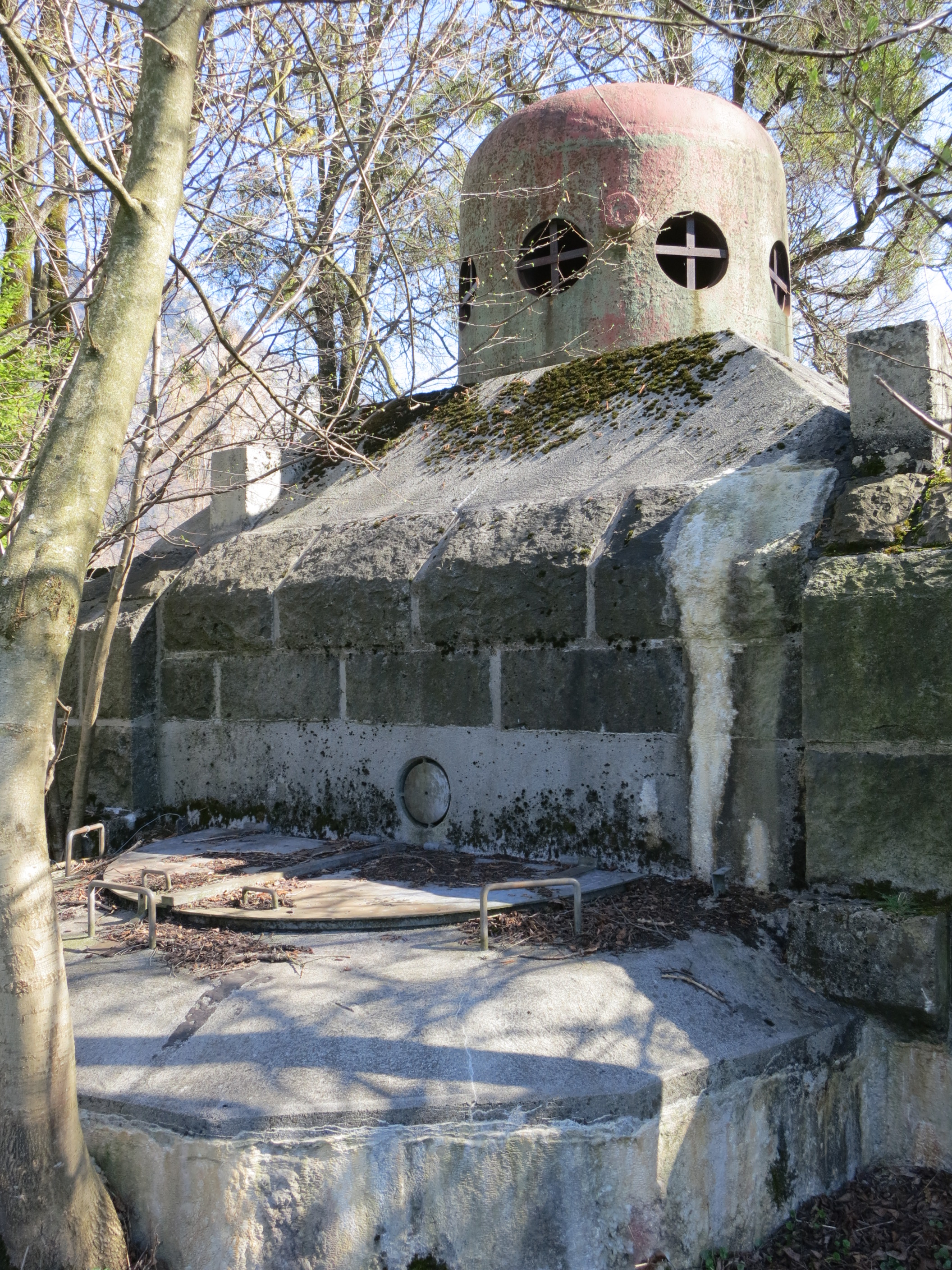
Unterstand/Artilleriebeobachter See A 6801

Die Sperrstelle Niederurnen-Ziegelbrücke (Armeebezeichnung Nr. 2415) war eine Verteidigungstellung der Schweizer Armee am ehemaligen Reduiteingang. Sie erstreckt sich von Ziegelbrücke nach Niederurnen beim Taleingang ins Glarnerland.
Im Zweiten Weltkrieg wurde sie von der direkt dem 4. Armeekorps unterstellten Gruppe Glärnisch betrieben, der auch das Glarner Gebirgsfüsilierbataillon 85 angehörte, und 1947 kam sie zur Reduitbrigade 24.
Sie wurde in den 1990er Jahren aufgegeben und wird als Sperrstelle von nationaler Bedeutung erhalten.

## Sperrstelle Niederurnen-Ziegelbrücke

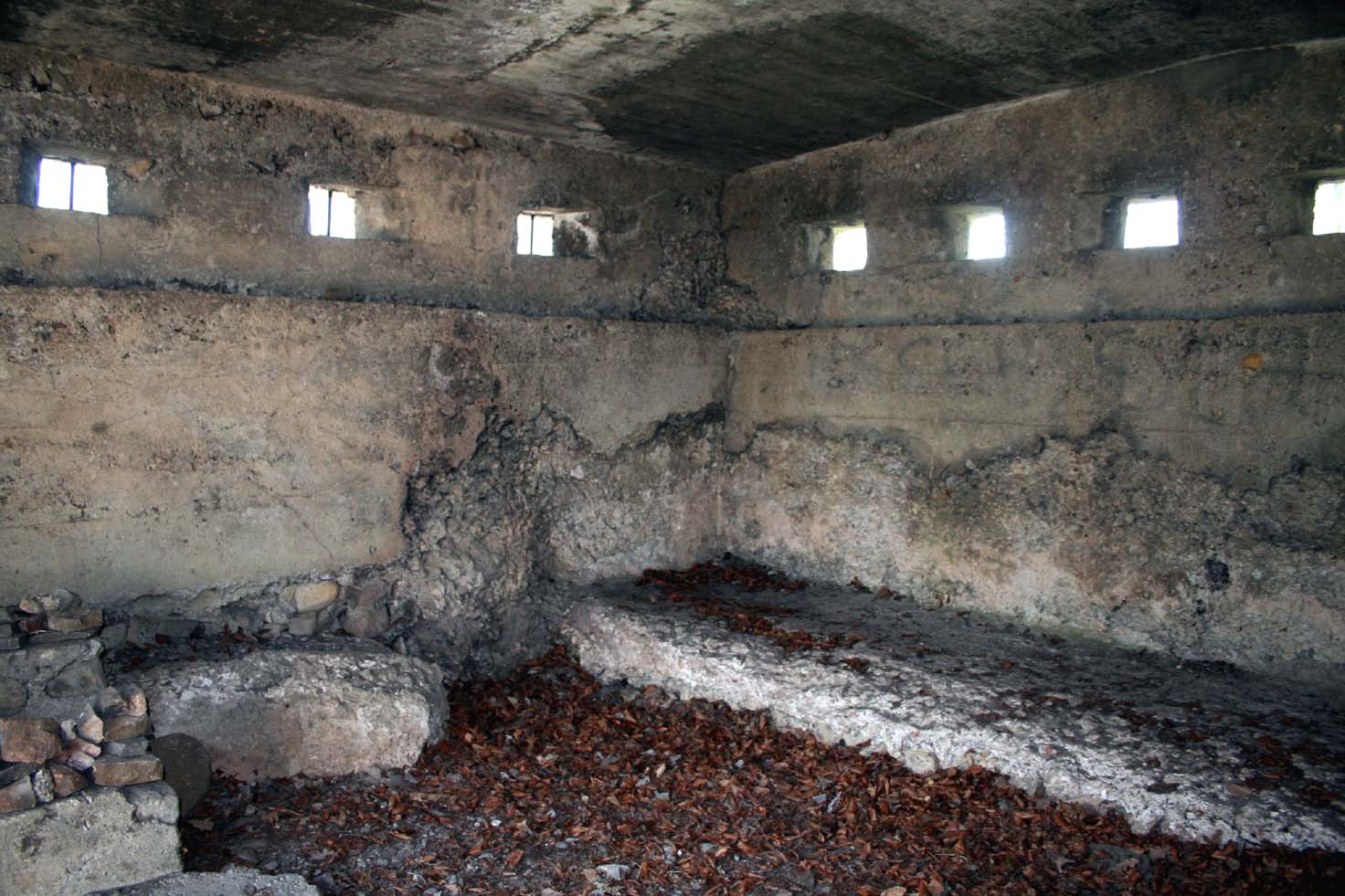
Unterstand Biberlichopf Erster Weltkrieg auf Fundament des Römerturms

Auf dem Biberlichopf ⊙ oberhalb von Ziegelbrücke stehen die Reste eines römischen Wachturm, der zum Sicherungssystems aus der Zeit des Kaisers Augustus gehörte, das zum Schutz der Verbindung Zürichsee – Walensee angelegt wurde. Über die Turmreste wurde im Ersten Weltkrieg ein militärischer Unterstand gebaut. Bergseits liegen Reste von Panzersperren aus dem Zweiten Weltkrieg.
Die Sperrstelle hatte die Aufgabe zwischen Ziegelbrücke und Niederurnen den Durchgang (Passage) Walensee-Linthebene/Zürichsee nach beiden Seiten zu sperren.
Auf dem Gebiet des Kantons Glarus (linkes Linthkanalufer) erstreckt sich ein Geländepanzerhindernis GPH vom Linthkanal bis zum Felskopf unterhalb des Schlösslis Oberwindegg in Niederurnen. Auf dem Gebiet des Kantons St. Gallen (rechtes Linthkanalufer) befindet sich beidseits des Bahnhofes Ziegelbrücke je ein kurzes GPH: nordwestlich zwischen Kanal und Felskopf unterhalb der Burgruine Niederwindegg und südöstlich vor dem Biberlikopf. Zur Sperrstelle gehören acht Unterstände, sieben Infanteriebunker, drei Beobachter und drei moderne Unterstände.
Im Oktober 1939 wurde mit Bau der Bunker entlang des Linthkanals begonnen. Im Januar 1940 wurden die beiden Beobachter unter dem Schlössli Oberwindegg und im September der Tankgraben für das GPH zwischen Ziegelbrücke und Niederurnen ausgehoben. Die Sperrstelle wurde im Herbst 1941 fertiggestellt. Das GPH der Sperrstelle musste als doppeltes Hindernis gegen Osten und Westen erstellt werden, damit ein Durchmarsch von beiden Seiten verhindert werden konnte. Mit der nachgelagerten Sperrstelle Näfels hatte sie den Zugang ins Glarnerland sperren. Die Aussenhülle einiger Unterstände wurde aus Quadermauerwerk erstellt, um Beton sparen zu können. Die Tankmauer Ziegelbrücke wurde teilweise als «Wehrgang» für Schützen ausgebaut.

## Sperrstellen am Escher- und Linthkanal
Vor der Sperrstelle Näfels wurden entlang dem Escher- und Linthkanal zahlreiche Bunker und Unterstände errichtet.
- Unterstand Biäsche-Strasse  A 6806 ⊙
- Unterstand Wäldchen  A 6807 ⊙
- Infanteriebunker Wärterhaus  A 6808 ⊙
- Unterstand Schwerzi  A 6809 ⊙
- Infanteriebunker Birchen A 6810 ⊙
- Infanteriebunker Linthknie A 6811 ⊙
- Unterstand Linthsteg  A 6812 ⊙
- Unterstand Signal  A 6813 ⊙

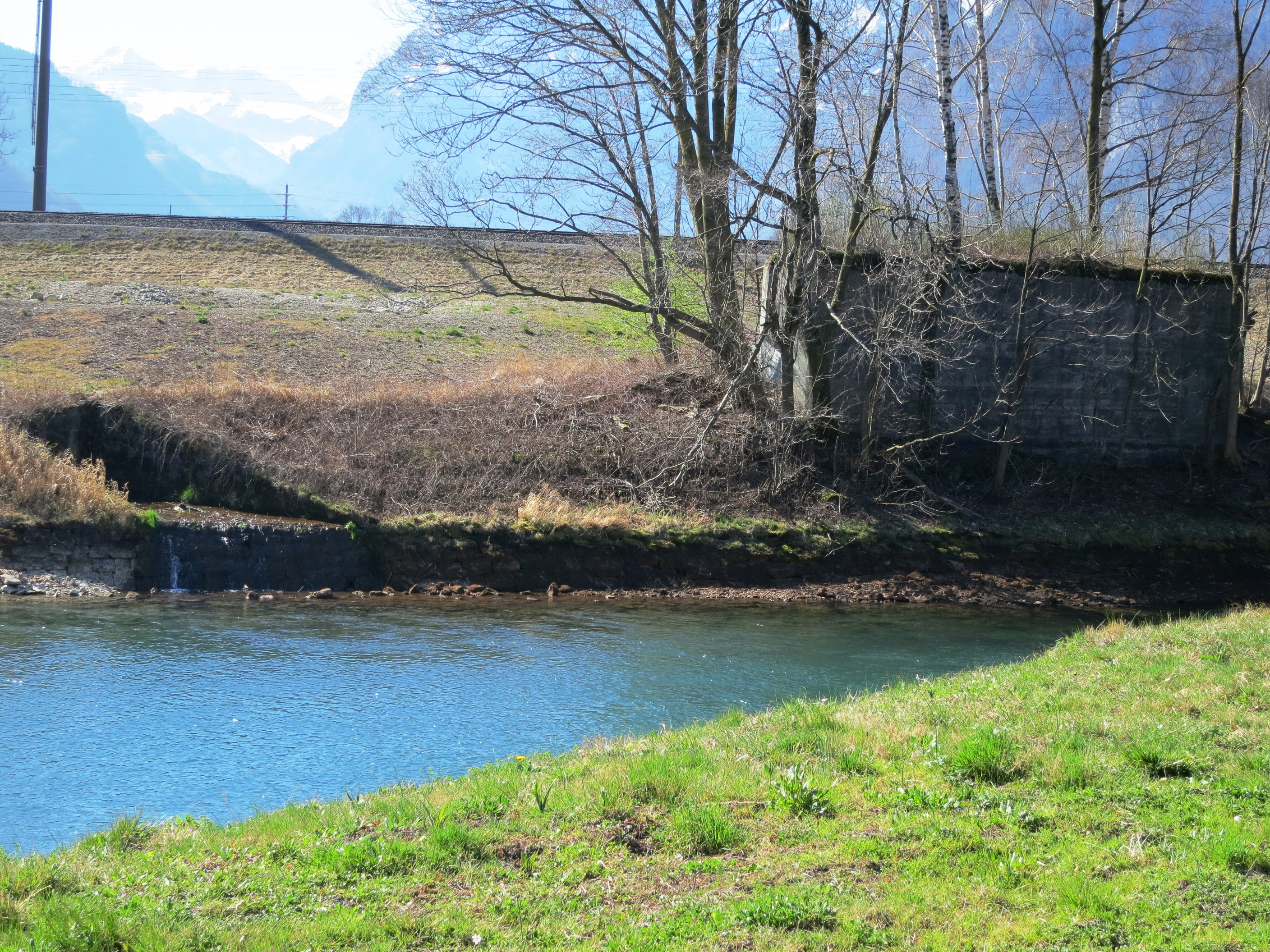
Infanteriewerk Wärterhaus A 6808
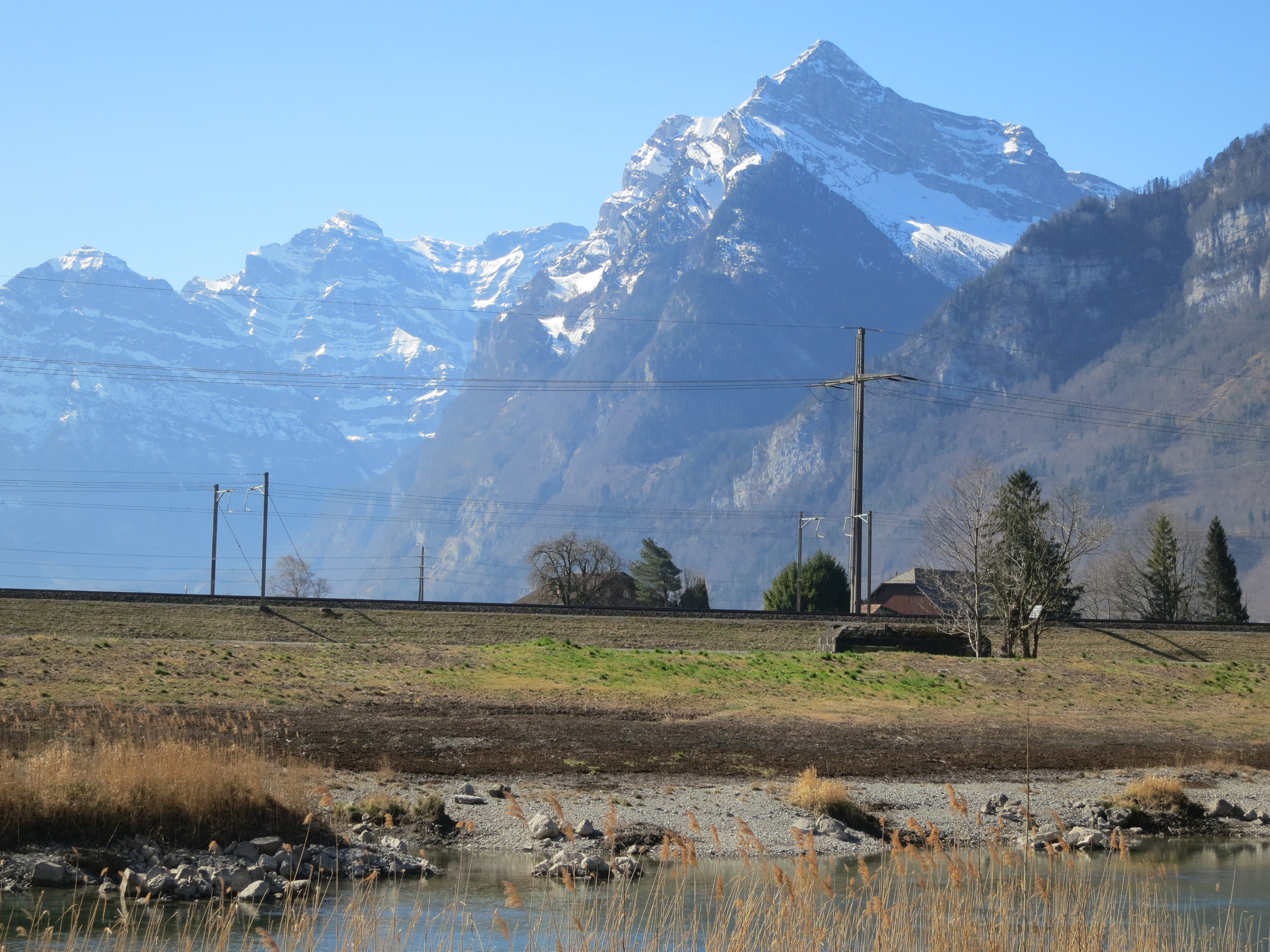
Unterstand Schwerzi A 6809
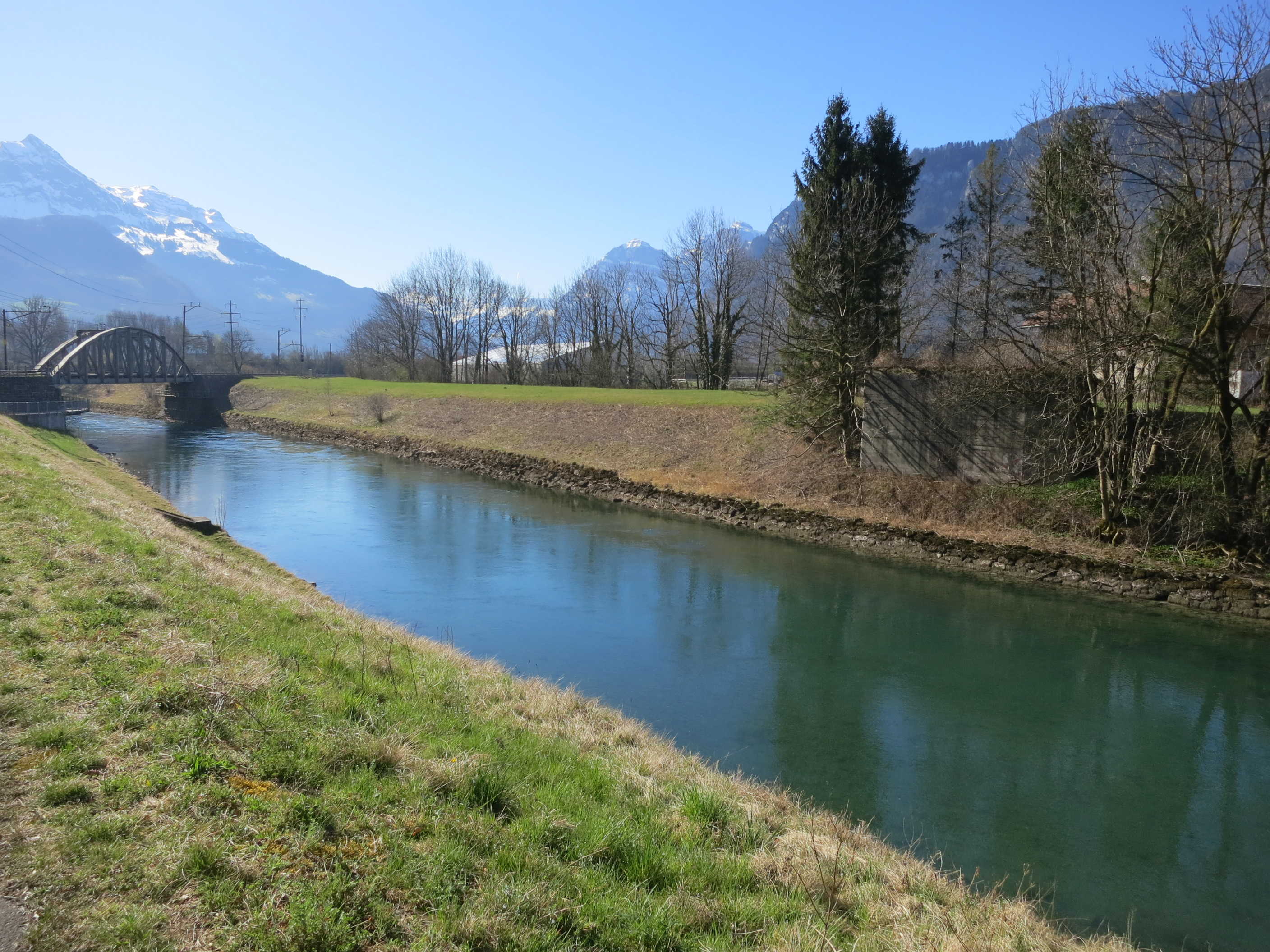
Infanteriebunker Birchen A 6810
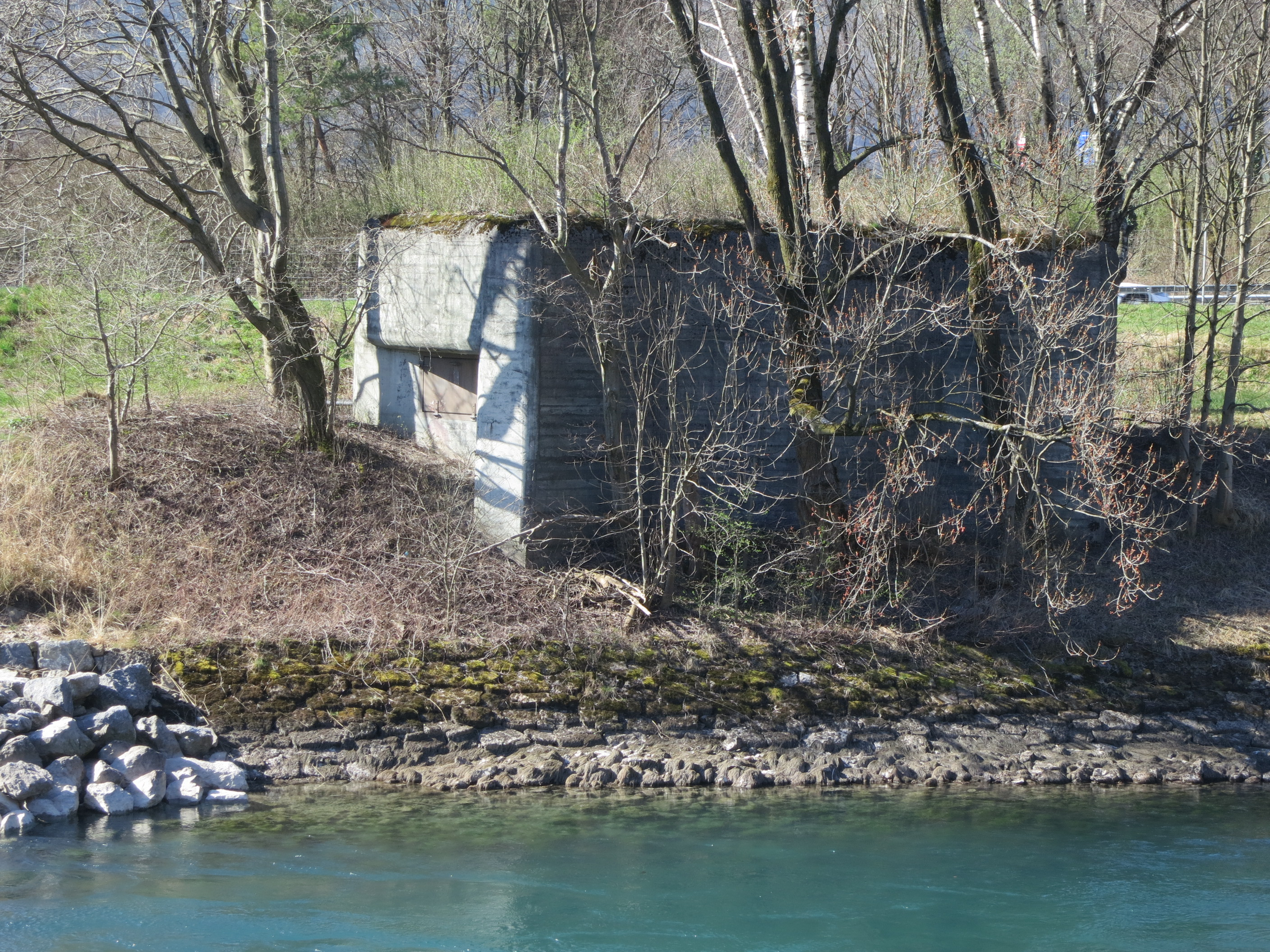
Infanteriebunker Linthknie A 6811

### Sperrstelle Escherkanal
- Infanteriebunker Damm  A 6759 ⊙
- Infanteriebunker Sitenhölzli A 6761 ⊙
- Unterstand (Kaverne) Sitenhölzli A 6762 ⊙
- Infanteriebunker Linthknie A 6770 ⊙
- Unterstand Kupfernhang  A 6771 ⊙
- Infanteriebunker Winden  A 6772 ⊙
- Infanteriebunker Wallenberg  A 6773 ⊙
- GPH Sitenhölzli T 3501 ⊙
- GPH Sitenhölzli T 3501.01 ⊙
- GPH Sitenhölzli T 3501.02 ⊙

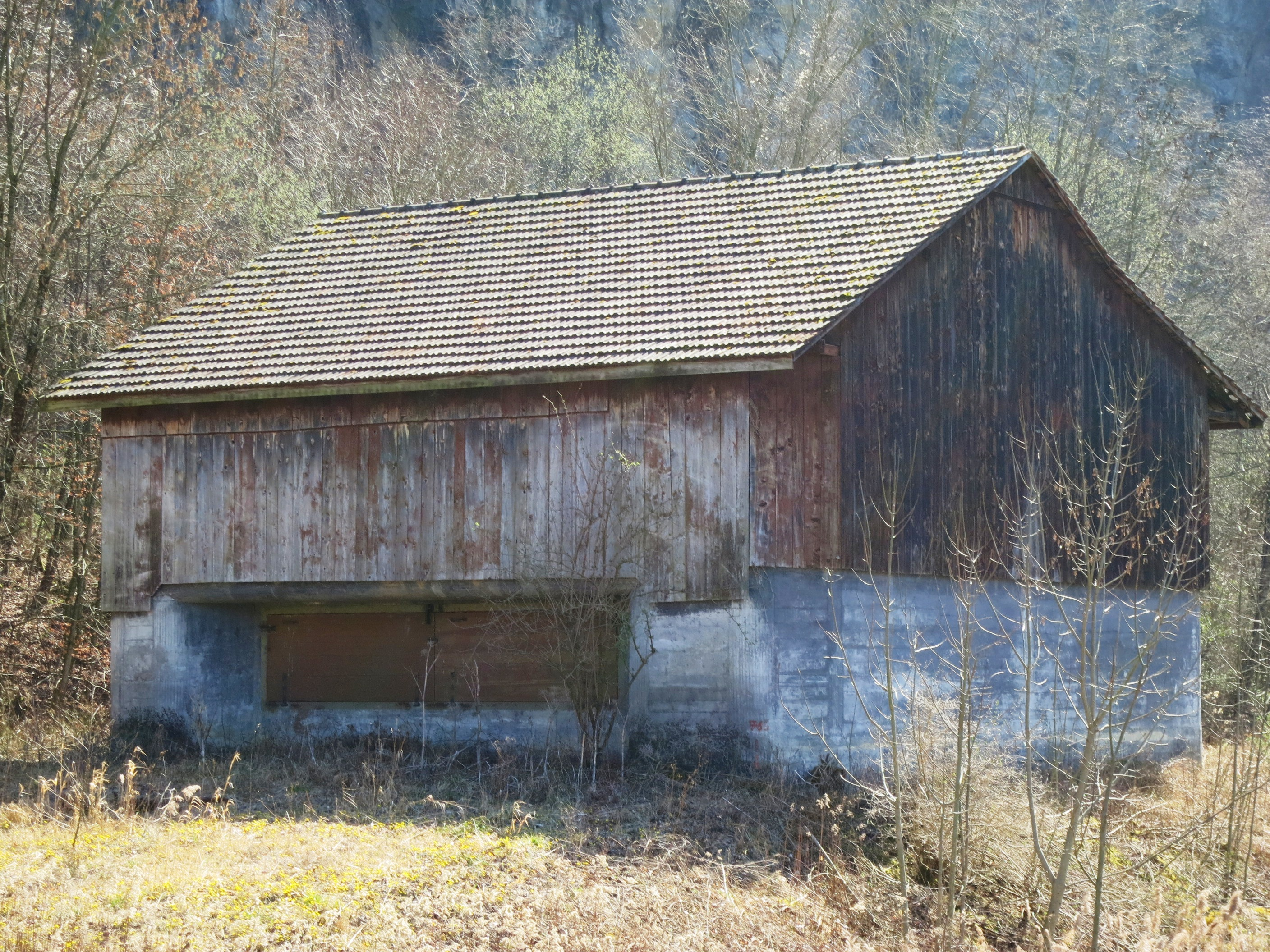
Infanteriebunker Sitenhölzli A 6761
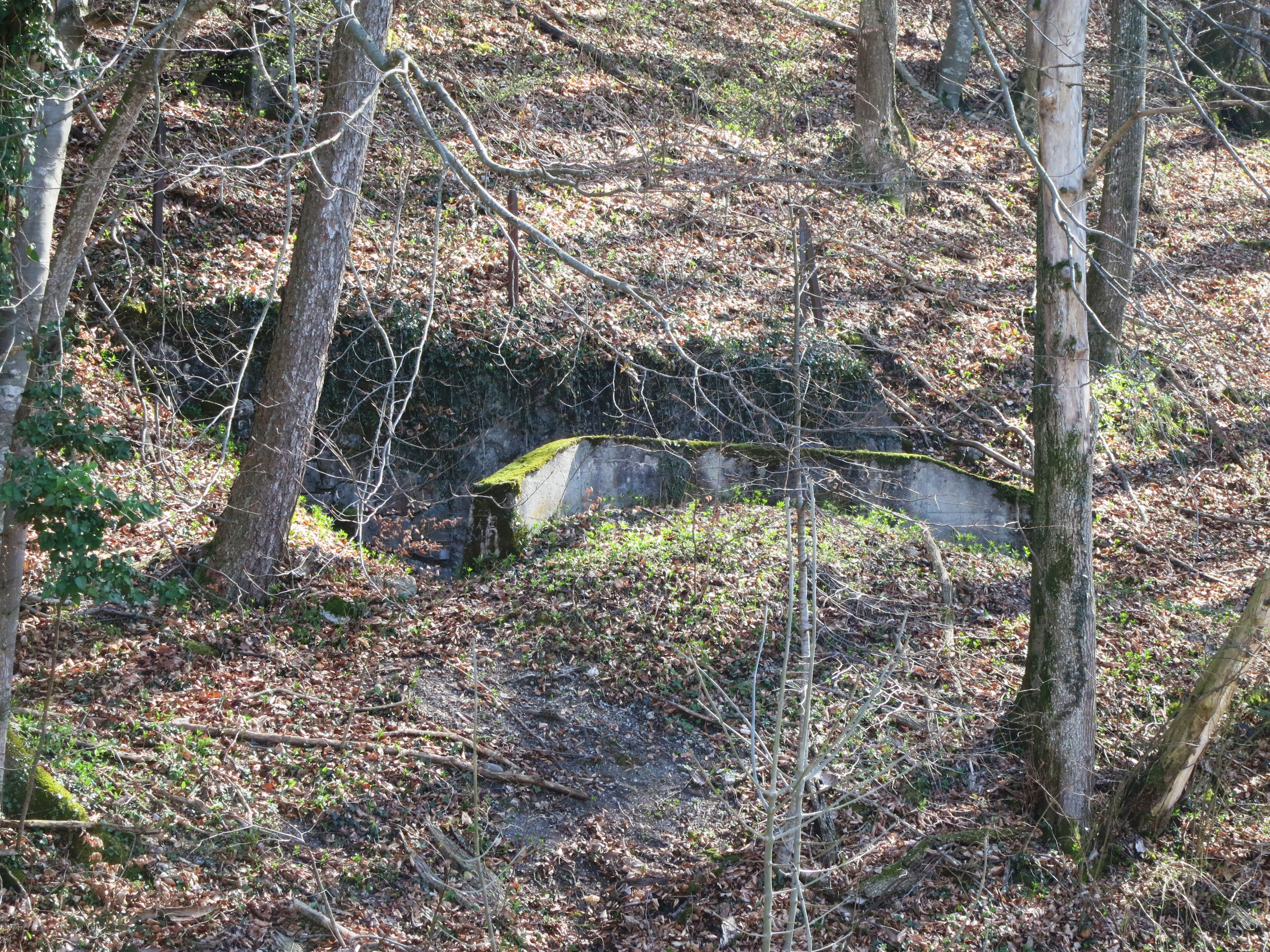
Unterstand Kupfernhang  A 6771
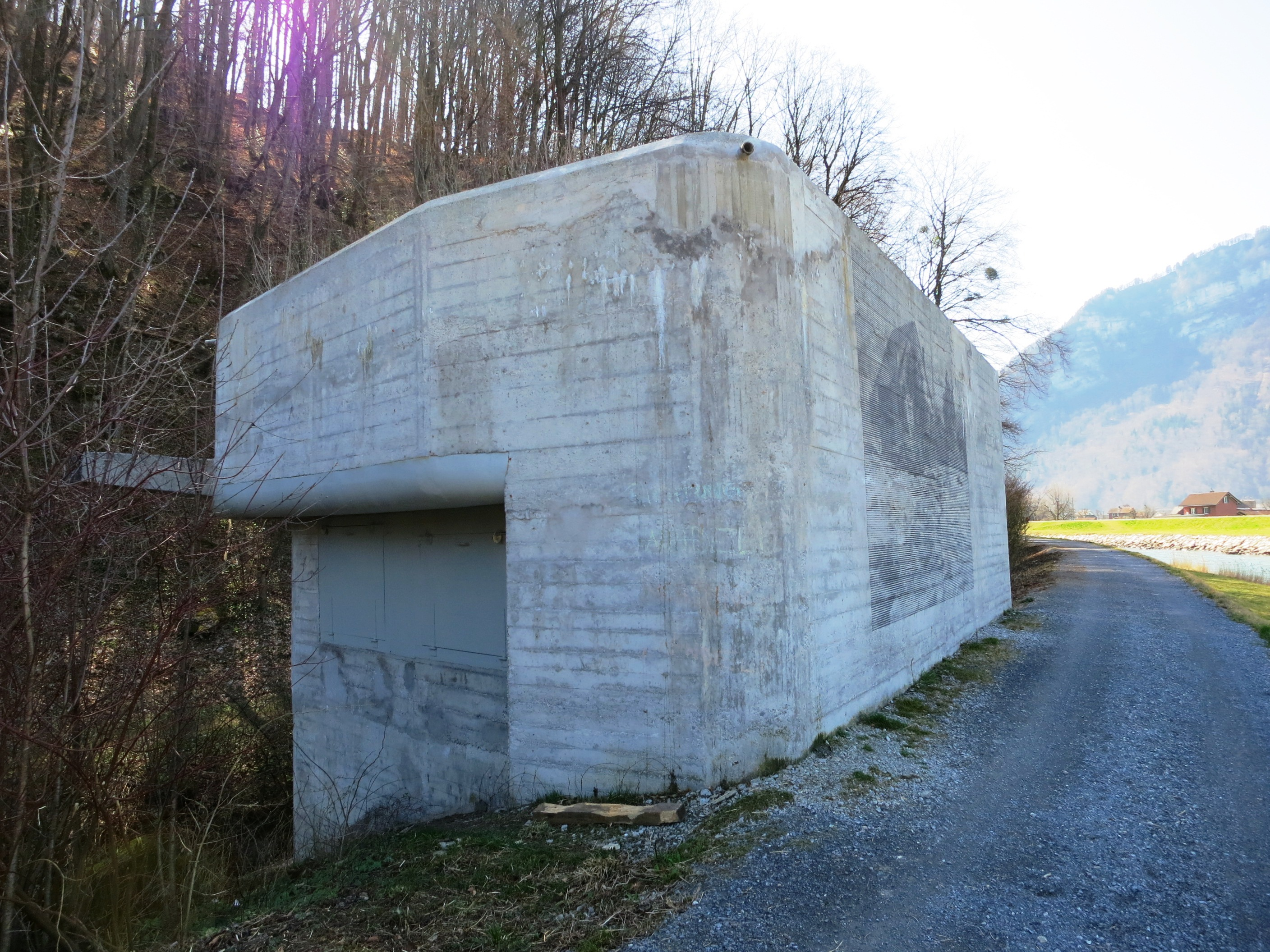
Infanteriebunker Winden  A 6772
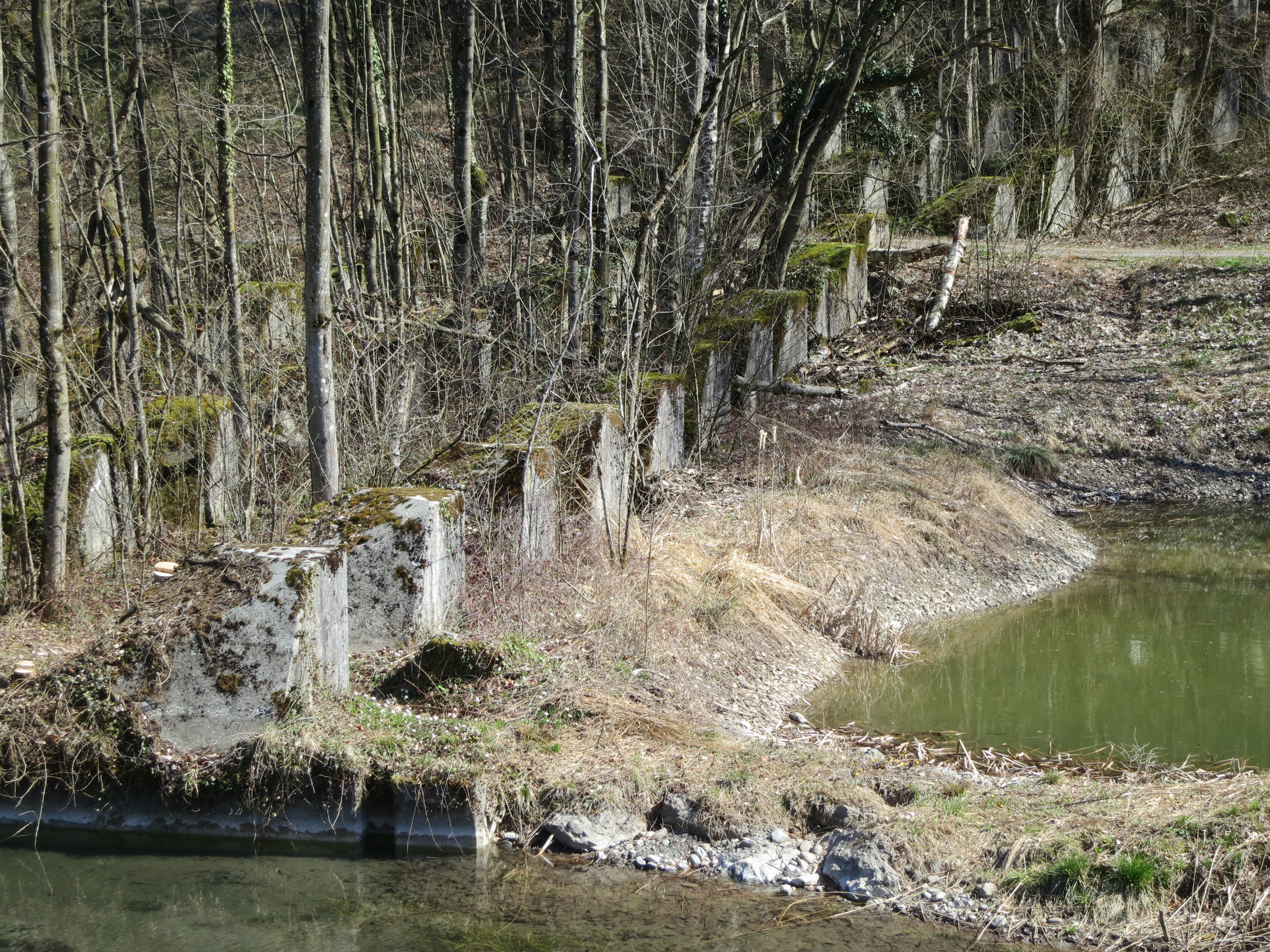
GPH Sitenhölzli T 3501

### Sperrstelle Lehni
Die Sperrstelle Lehni bei Weesen (Armeebezeichnung Nr. 2409) wurde von der Werkkompanie (Wk Kp) 46 besetzt.
- Infanteriebunker Durchschlägi  A 6800 ⊙
- Unterstand/Artilleriebeobachter See  A 6801 ⊙
- Infanteriebunker See A 6802 ⊙
- Unterstand Riet A 6803 ⊙
- Unterstand Menzi A 6804 ⊙
- Infanteriebunker Biäsche A 6805 ⊙

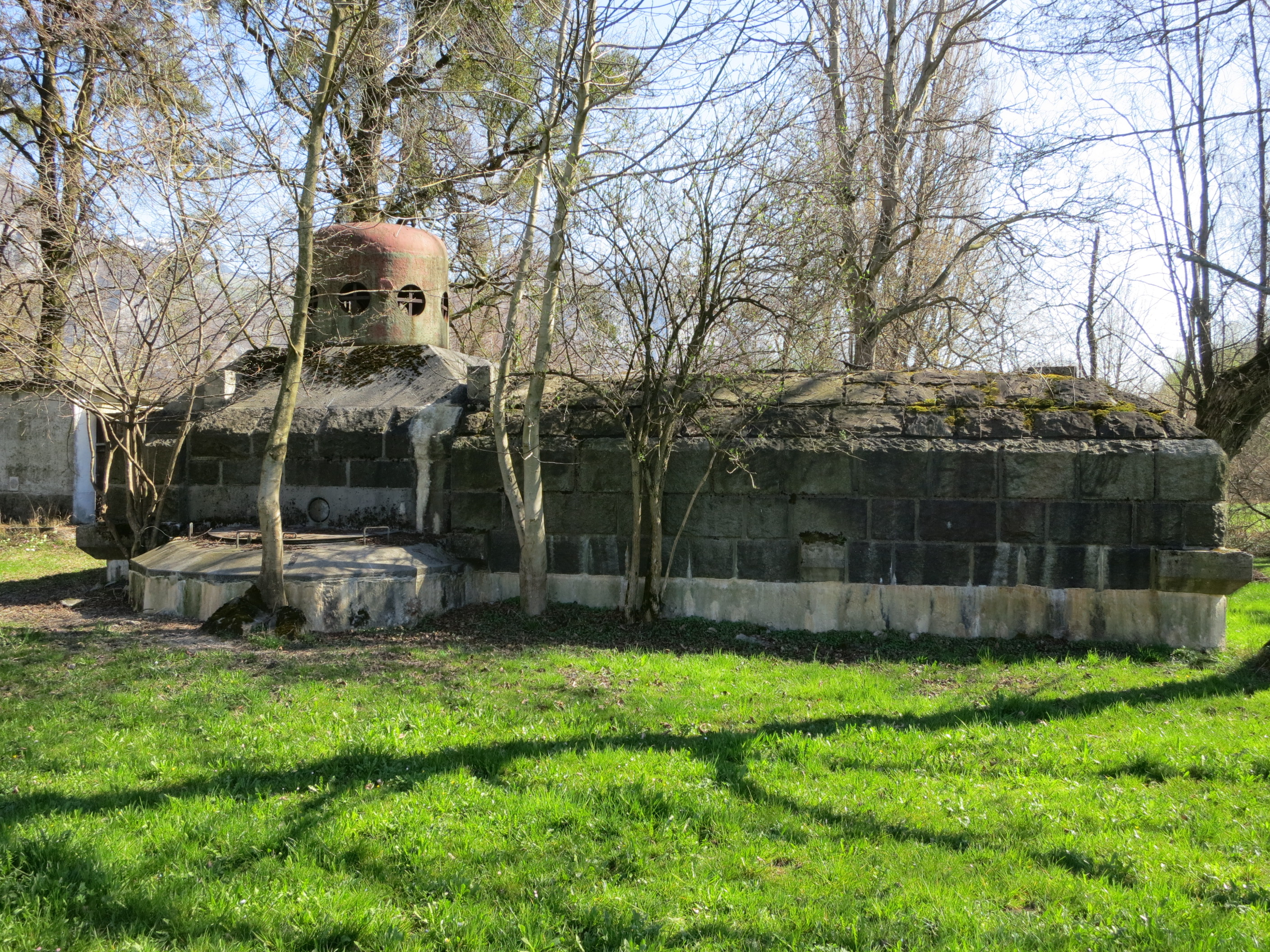
Unterstand/Artilleriebeobachter See A 6801
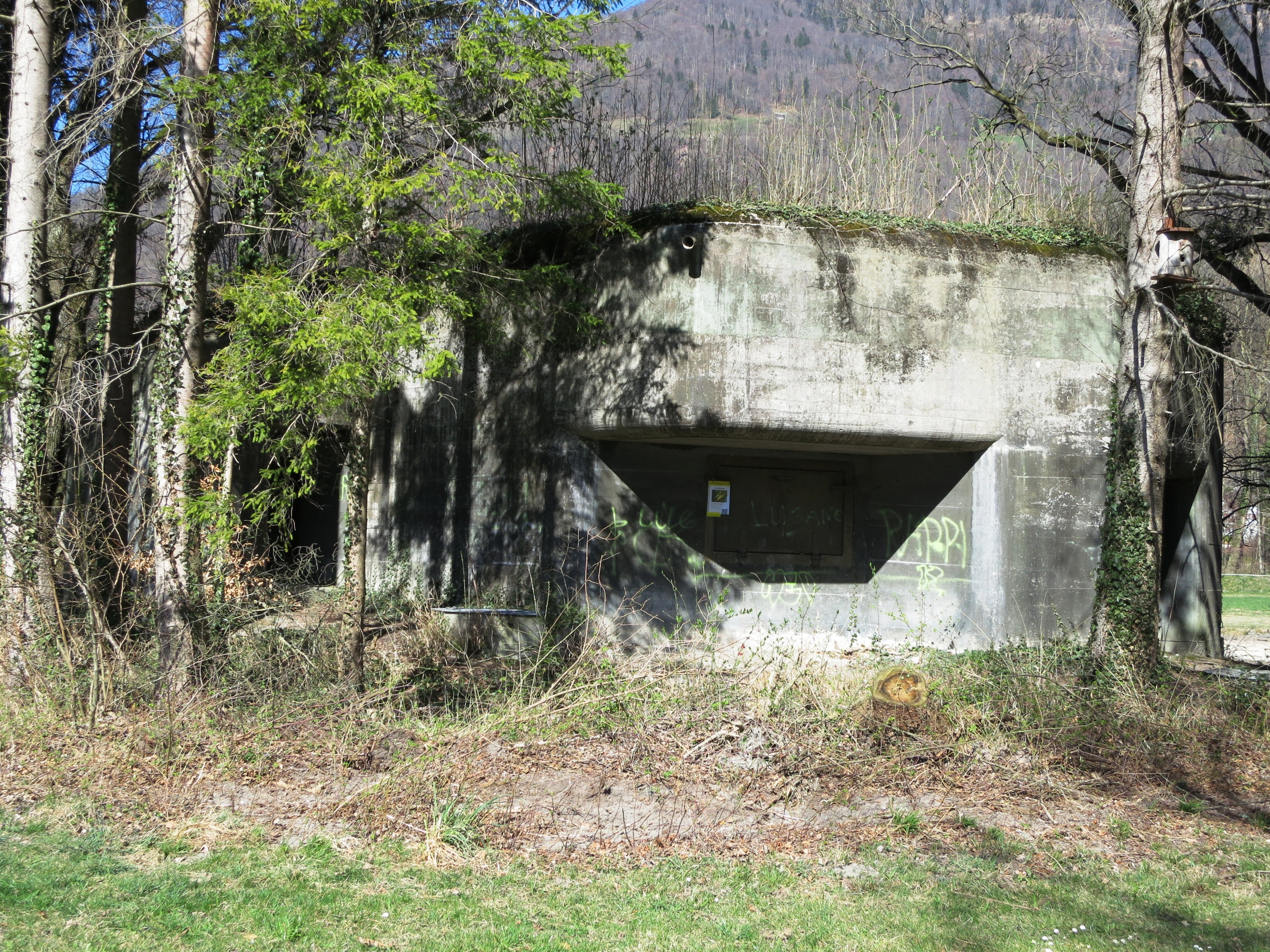
Infanteriebunker See A 6802
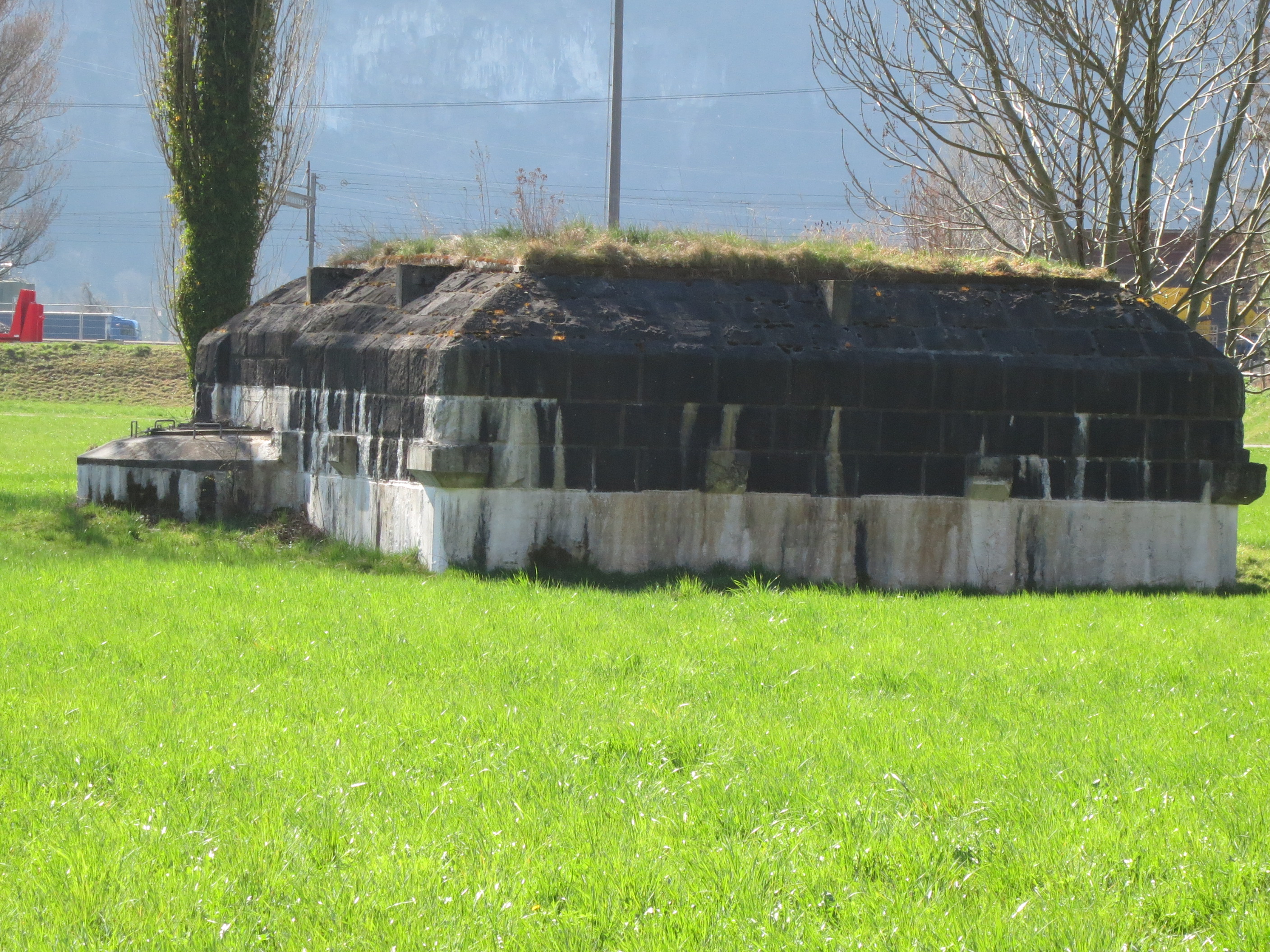
Unterstand Riet A 6803

### Sperrstelle Gäsi
Die Sperrstelle Gäsi (Armeebezeichnung Nr. 2416) umfasst fünf Sprengobjekte:
- Sprengobjekt Brücke N3 Nord-Escherkanal M 2842 ⊙
- Sprengobjekt Brücke SBB-Escherkanal M 2843 ⊙
- Sprengobjekt Brücke N3 Süd-Escherkanal M 2850 ⊙
- Sprengobjekt Brücke Escherkanal-Gäsi M 2851 ⊙
- Sprengobjekt Strasse Mollis-Filzbach M 2852
- Barrikade Strasse Kerenzerberg-Brämboden T 3507

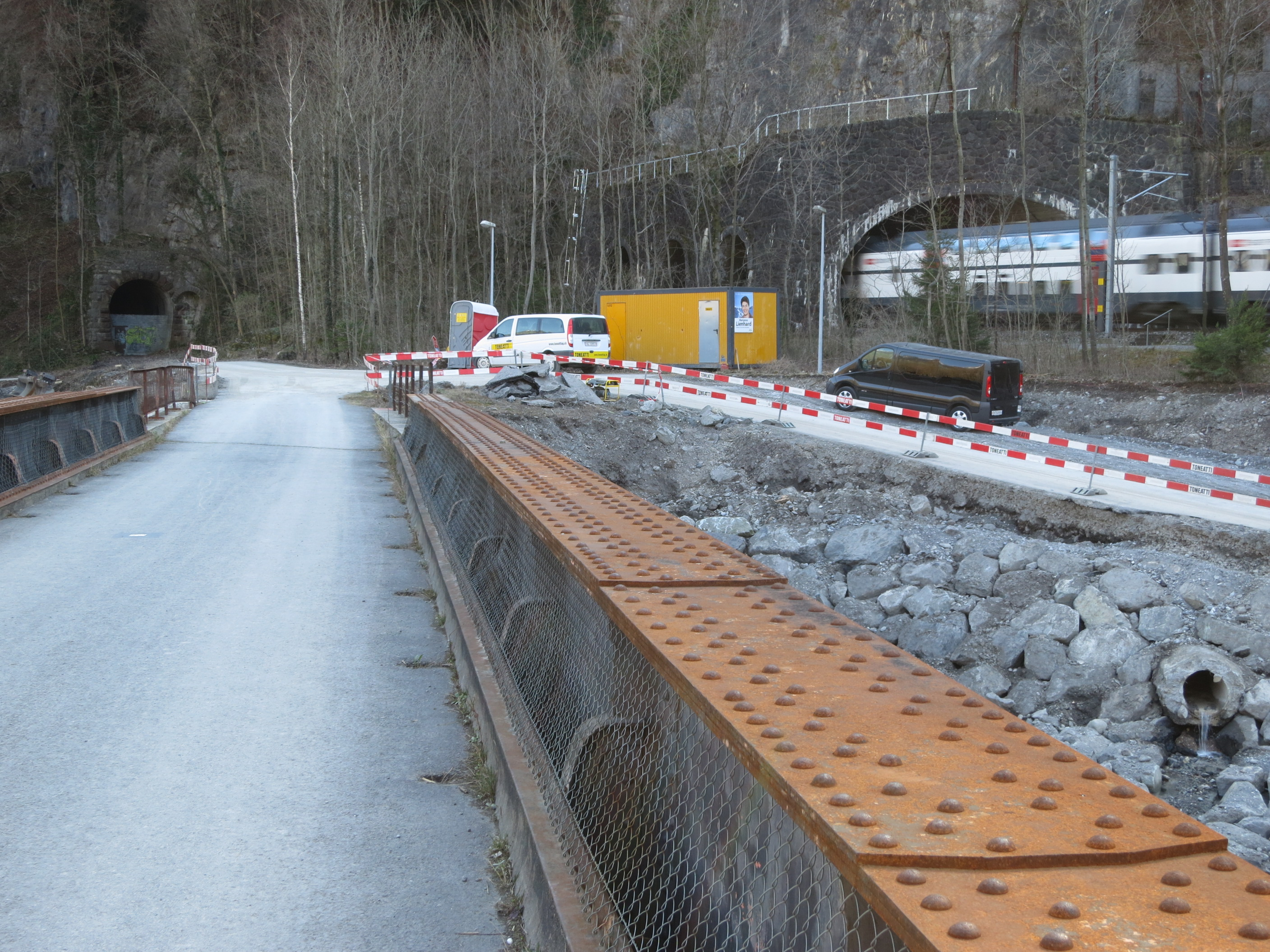
Brücken SBB-Escherkanal
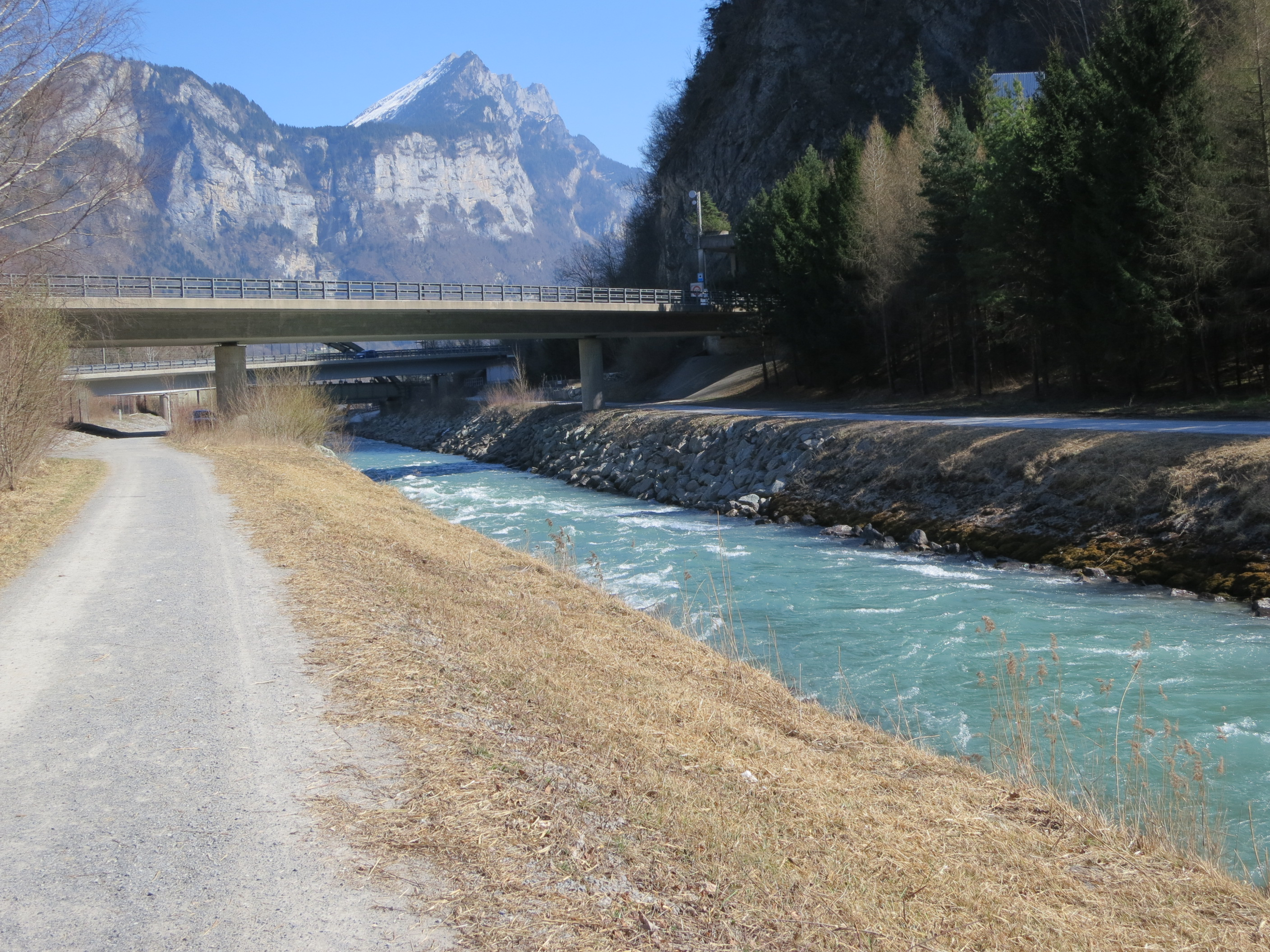
Autobahnbrücken N3 Escherkanal

## Sperrstellen Niederurnen-Windegg
Im Engnis zwischen Niederurnen und Ziegelbrücke befindet sich eine doppelseitige Sperre. Sie hatte einen Durchbruch aus dem Linthgebiet ins Glarnerland Richtung Reduit und die Passage vom Walensee in das Linthgebiet Richtung Zürichsee zu Sperren. Bis zur Erstellung der Sperrstelle Näfels dies die wichtigste Sperre im Glarnerland.
- Infanteriebunker Oberer Jenny A 6814 ⊙
- Infanteriebunker Unterer Jenny A 6815

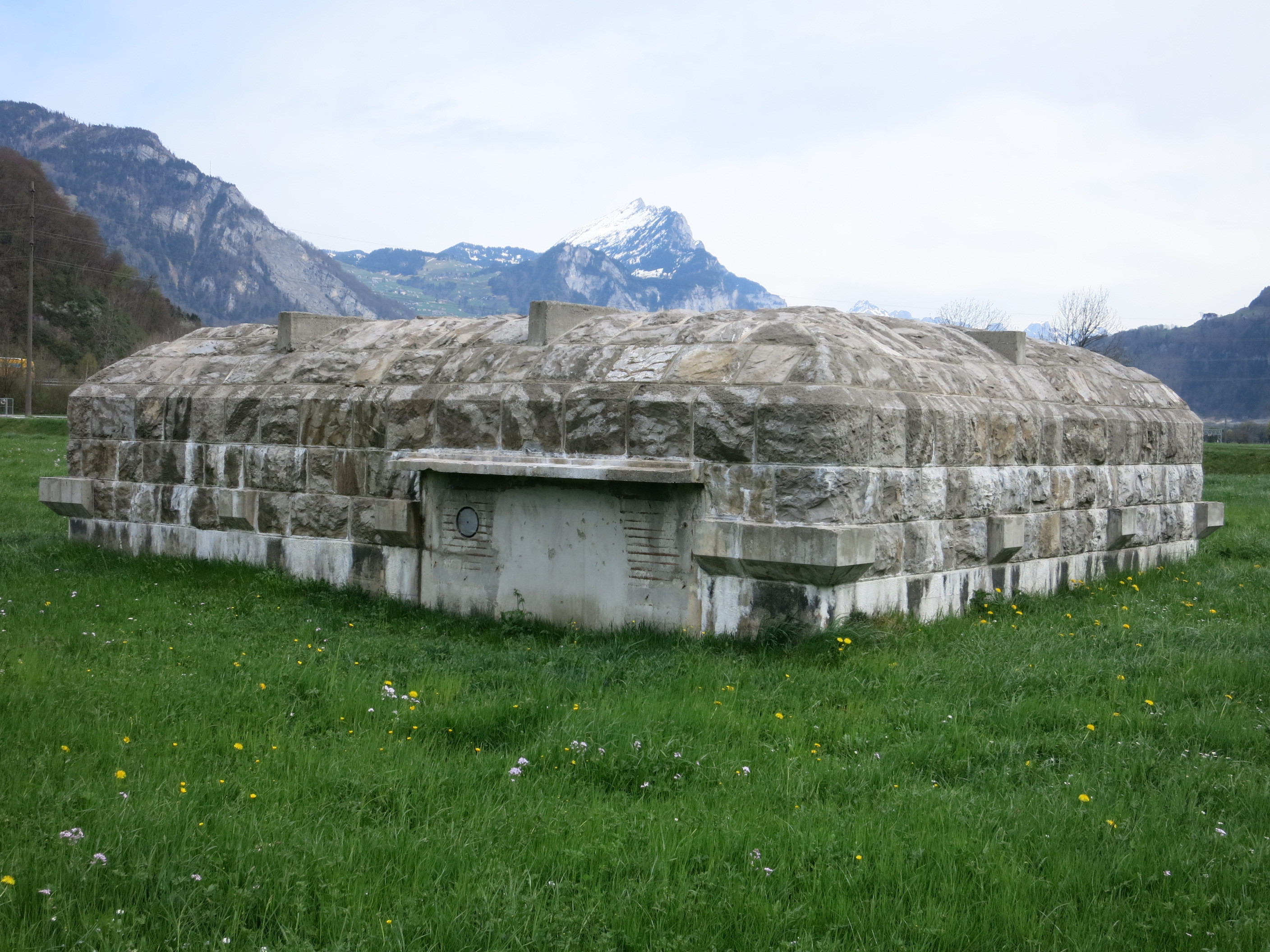
Infanteriebunker Oberer Jenny A 6814
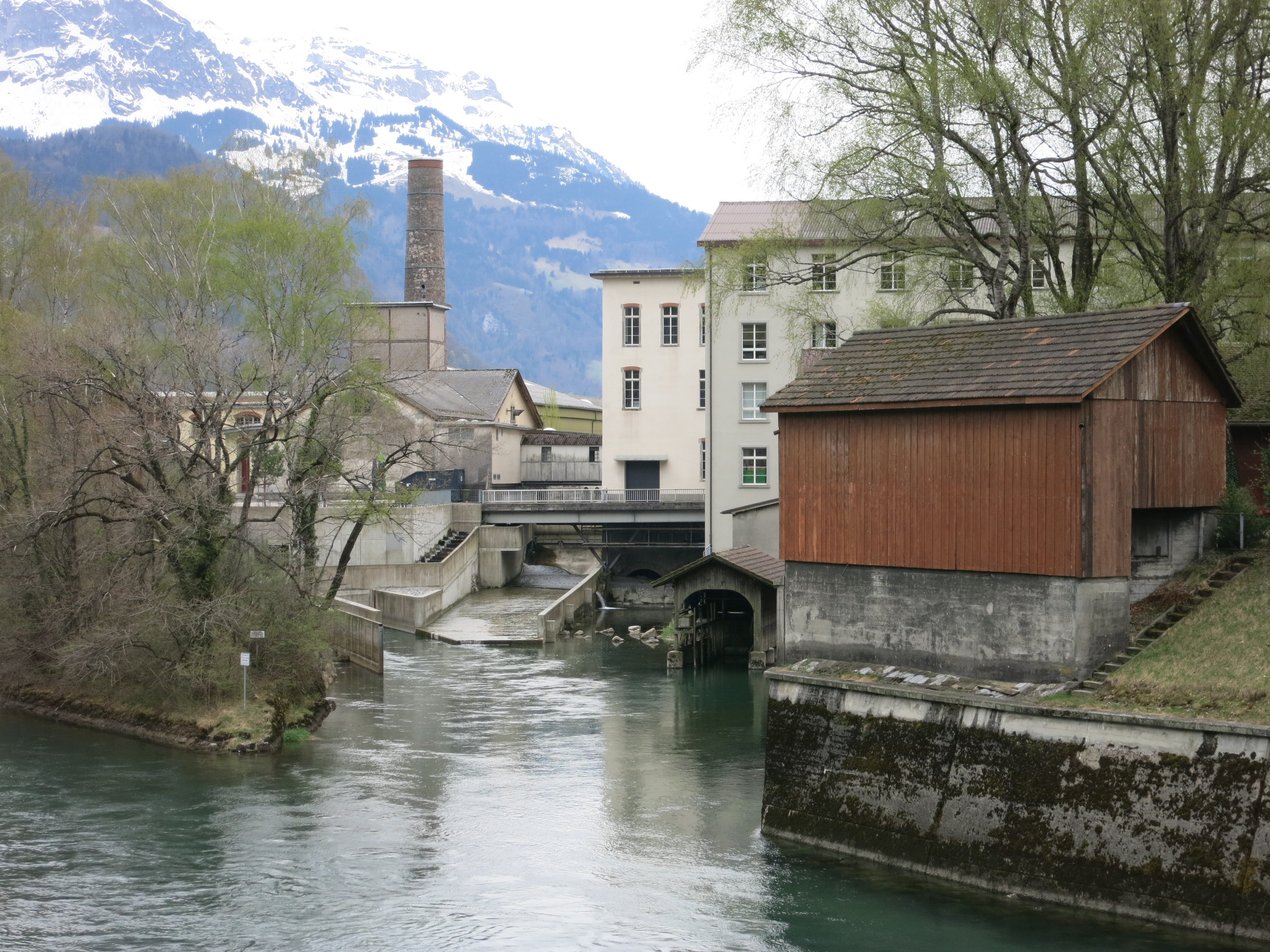
Infanteriebunker Unterer Jenny A 6815

- Infanteriebunker Schöppi A 6816 ⊙
- Infanteriebunker Rosenegg  A 6817 ⊙
- Ik-Schild Rosenegg A 6818
- IK-Schild Rosenegg Mitte A 6819 ⊙
- Infanteriebunker Mauerecke  A 6820 ⊙
- Unterstand Park mit Beobachtungspanzerturm A 6821 (abgebaut)
- Unterstand Weiher A 6822 ⊙
- Infanteriebunker Oertli A 6823 ⊙
- Unterstand Allmend A 6824
- Infanteriebunker Mazza A 6825 ⊙
- Unterstand Kirche A 6826: Beobachtungspanzerturm mit vier Scharten
- Infanteriebunker Schwert A 6827 ⊙
- Infanteriebunker Bad A 6828 ⊙
- Infanteriebunker Schlösslirippe A 6829 ⊙
- Unterstand Kälin  A 6830 ⊙
- Unterstand Schulhaus A 6831
- KP Rebberg (Kaverne) A 6832 ⊙
- Artilleriebeobachter Alpholzberg (Kaverne) A 6833
- Artilleriebeobachter Stockberg (Kaverne) A 6834
- Unterstand Kiesgrube – Beobachtungspanzerturm mit 6 Scharten A 6835 ⊙
- Infanteriebunker Bahnhof A 6836 ⊙
- Pak-Kaverne Windegg  A 6837 ⊙
- Infanteriebunker Christeliwies A 6838
- Infanteriebunker Kuppel A 6839 ⊙
- Tankmauer Ziegelbrücke T 3510 inklusive 3 Lmg-Stände ⊙ ⊙ ⊙
- Geländepanzerhindernis Denkmal-Ziegelbrücke T 3511 ⊙
- Geländepanzerhindernis Windegg T 3512 ⊙

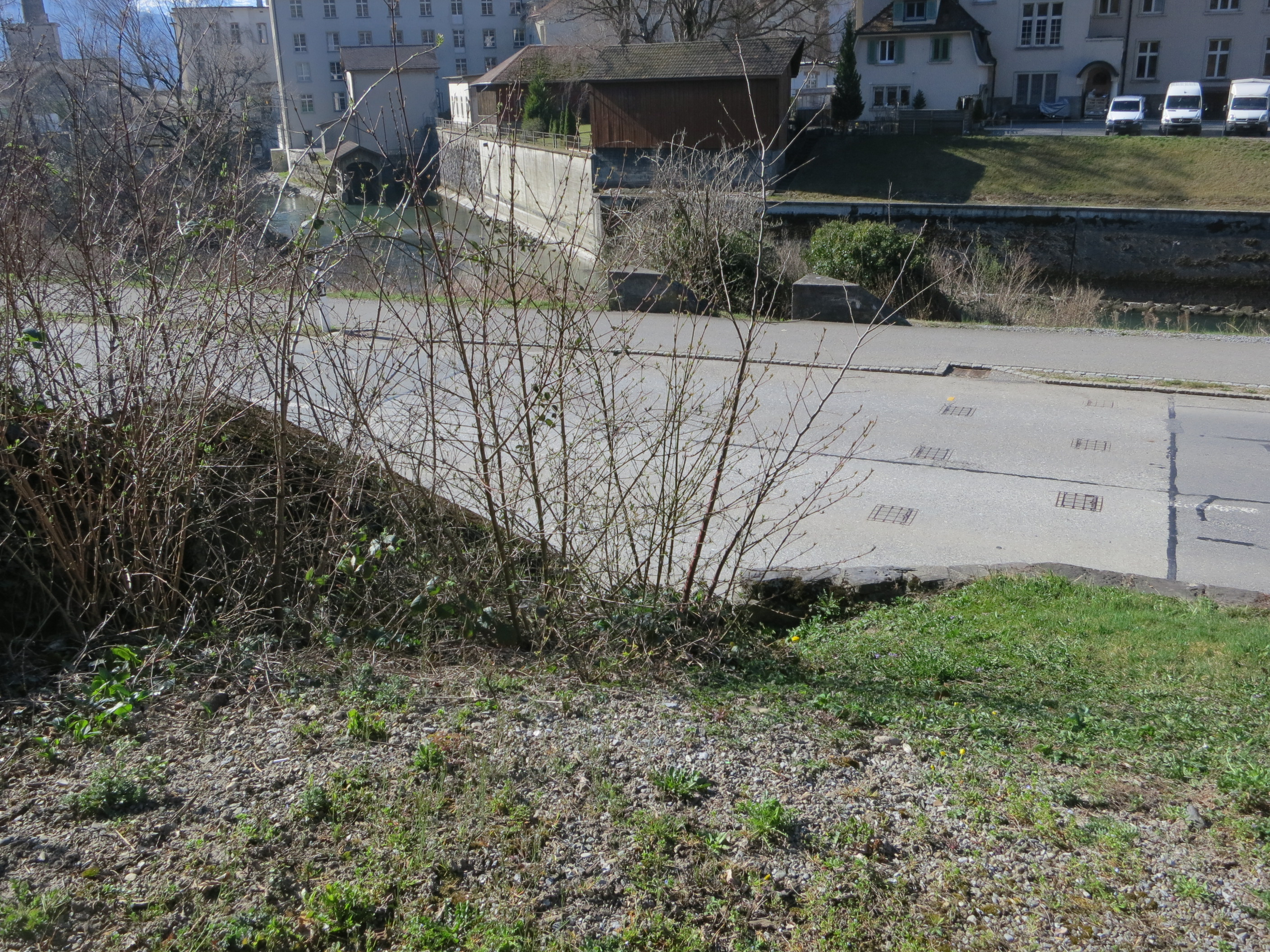
Ziegelbrücke GPH Denkmal T 3511
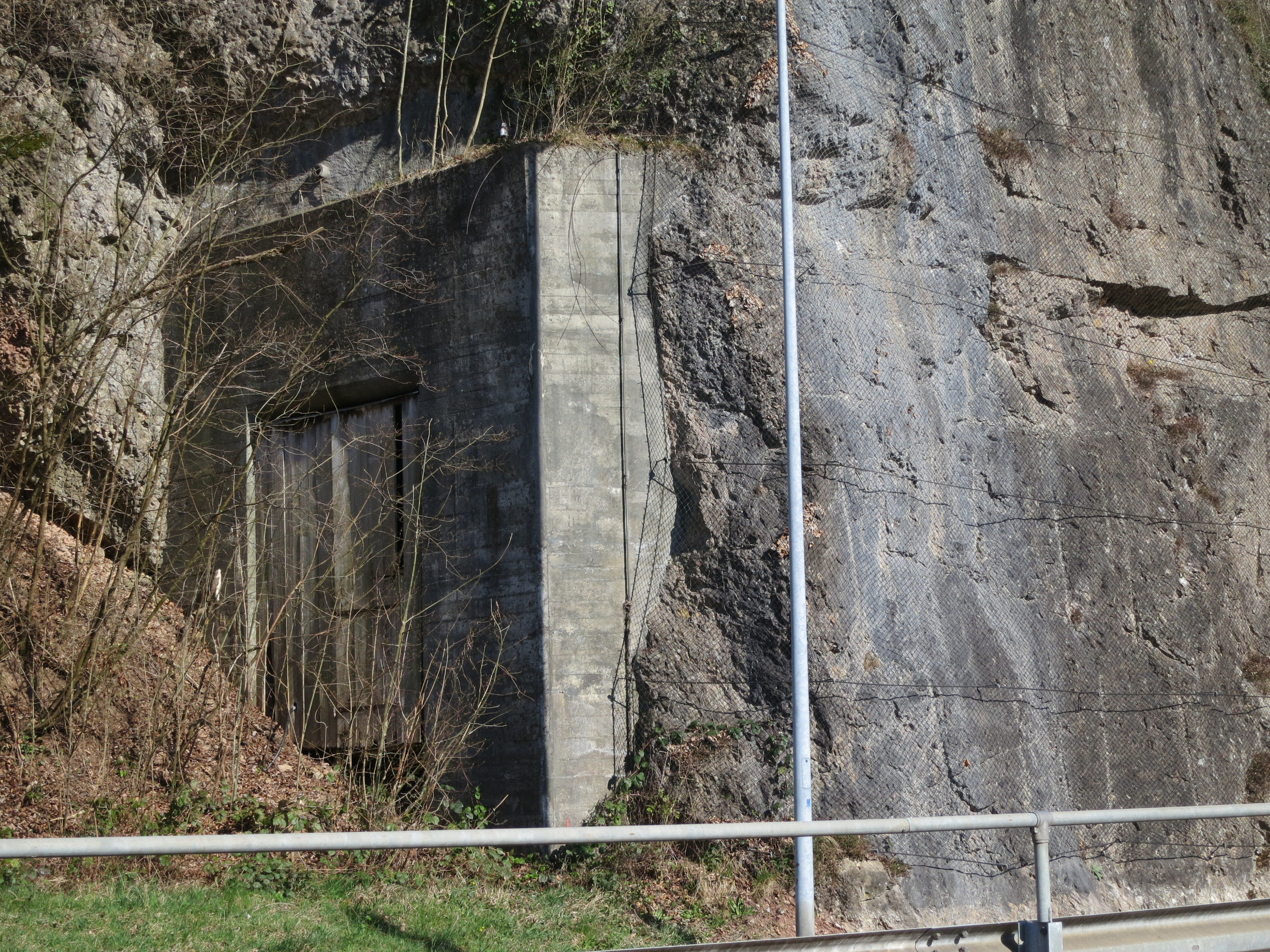
Pak Windegg A 6837
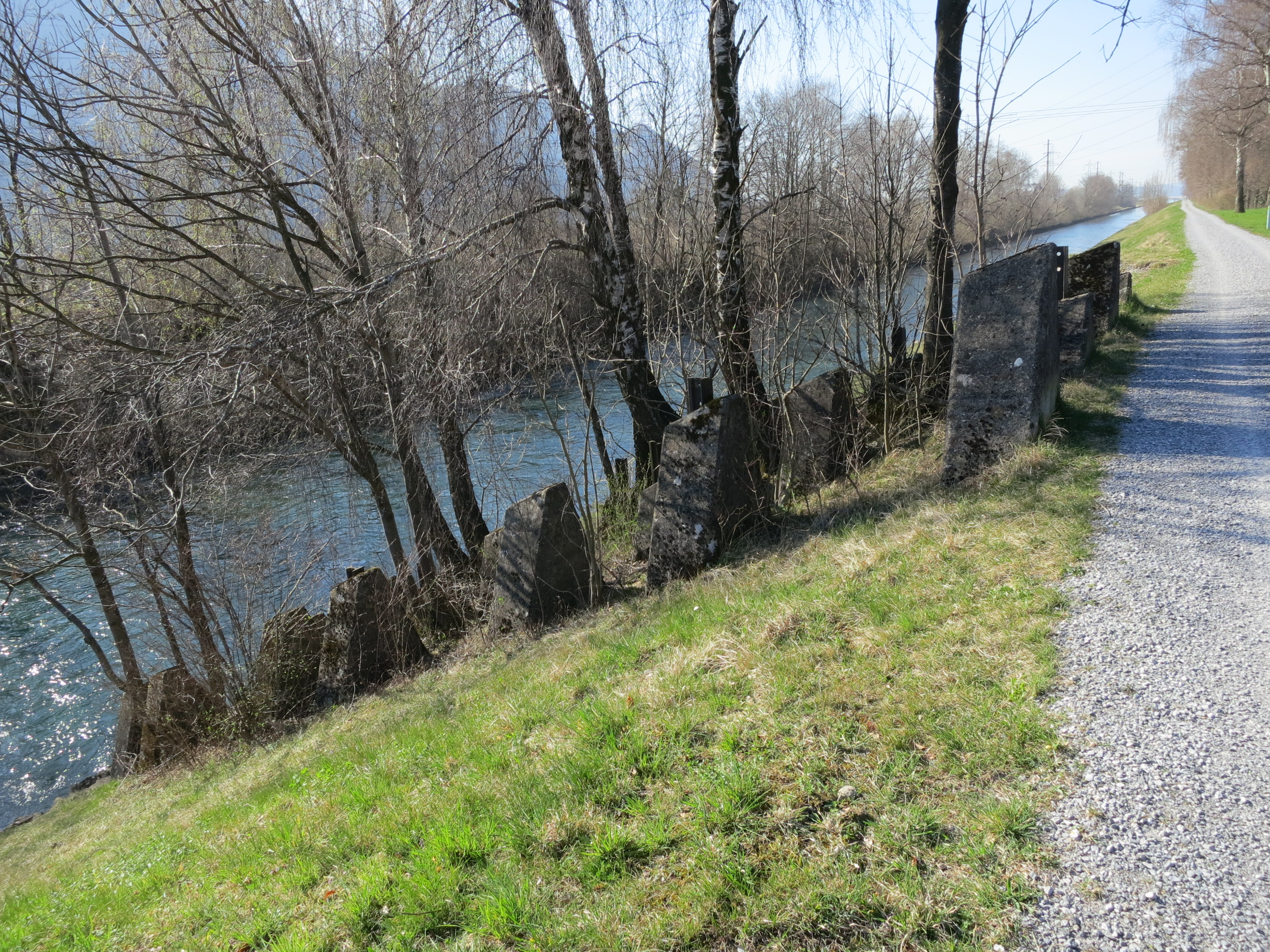
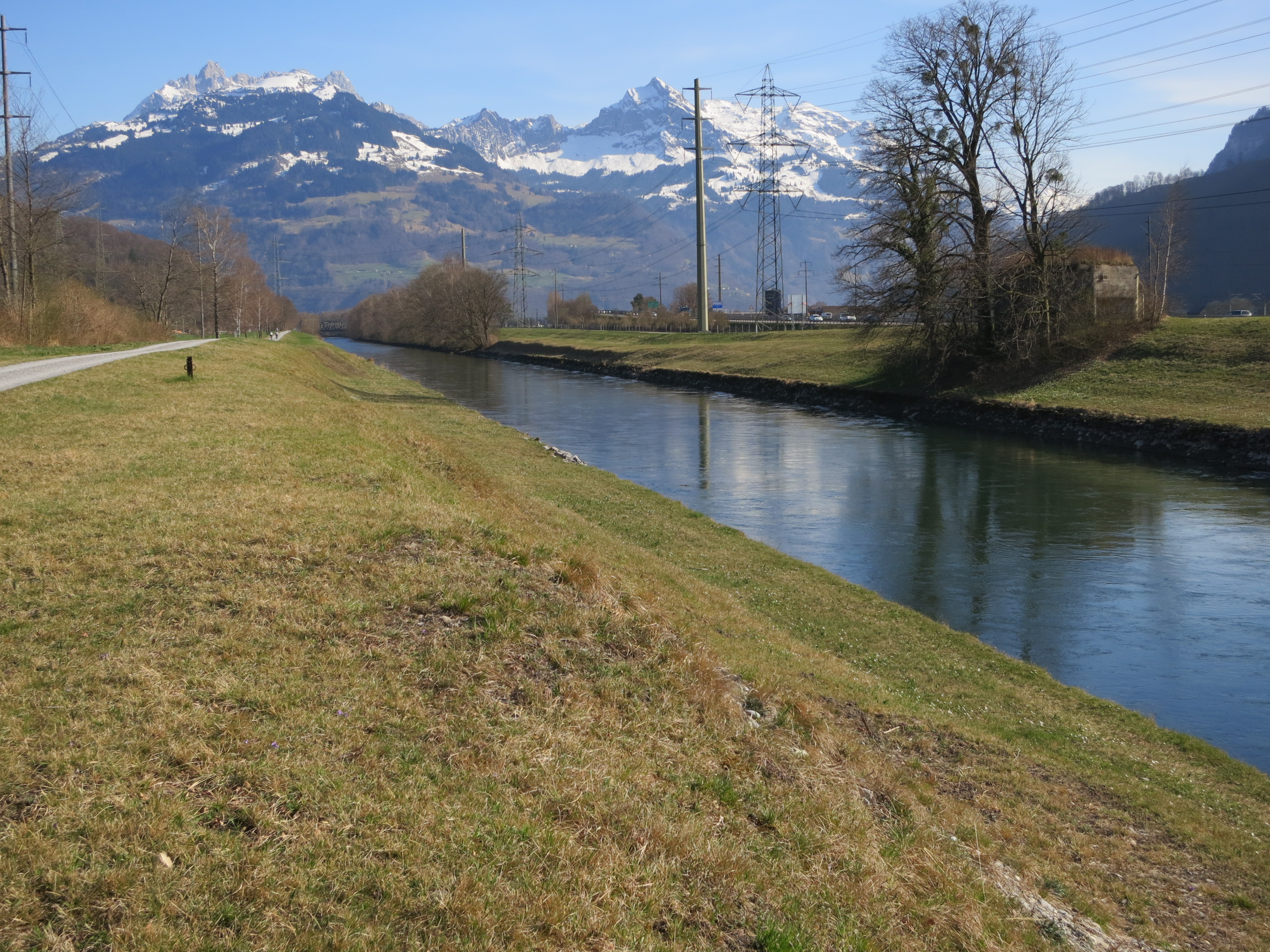
Infanteriebunker Kuppel A 6839

- U4 Kugelbunker Tankmauerecke F 14101
- U4 Kugelbunker Tankmauer F 14102
- U4 Kugelbunker F 14103
- U4 Kugelbunker F 14104
- U4 Kugelbunker F 14105
- U4 Kugelbunker F 14106
- U4 Kugelbunker Bahnlinie F 14107
- U4 Kugelbunker Eisenbahnbrücke F 14110
- ASU 6S Fabrik F 14111
- ASU 6S Werkhof F 14112[3]